# シャーロック・ホームズとワトソン博士の冒険
『シャーロック・ホームズとワトソン博士の冒険』（シャーロック・ホームズとワトソンはかせのぼうけん、ロシア語: Приключения Шерлока Холмса и доктора Ватсона）は、1980年にソ連のレンフィルム映画スタジオで制作・公開されたテレビ放映用の長編劇映画。いわゆるロシア版ホームズの第2作目である。

## 概要
全体は三部構成となっており、それぞれ第一部「恐喝王」は短編「犯人は二人（恐喝王ミルヴァートン）」、第二部「決死の闘い」は短編「最後の事件」、第三部「虎狩り」は「空家の冒険」に基づいている。前作に当たる『シャーロック・ホームズとワトソン博士』（1979、Шерлок Холмс и доктор Ватсон）が視聴者の間で人気を博し、スタジオや中央テレビ局に続編を望むファンレターが殺到したことが制作のきっかけである。この作品以降も視聴者から同様のリクエストが続き、最終的には1986年の『20世紀が始まる』（Приключения Шерлока Холмса и доктора Ватсона: Двадцатый век начинается）で完結する全5本の連作となった。
他のシリーズと同様、映画用の35mmフィルムで撮影され、主なスタッフとキャストも同様である。3部続けて観ると193分という長尺である。この作品を一つの長編劇映画ととらえるか、3部形式の連続テレビドラマととらえるかは、意見が分かれるところであろう。
この作品以降、レンフィルム制作によるロシア版ホームズのタイトルには必ず「シャーロック・ホームズとワトソン博士の冒険」という言葉が冠されるようになった。だが、2012年にイギリスのレーベルMr.Bongoからリリースされた『バスカヴィル家の犬』（81）のDVDには「シャーロック・ホームズ」としか記されていない。2009年に日本のアルトアーツからリリースされた『バスカヴィル家の犬』のDVDには「シャーロック・ホームズとワトソン博士の冒険」が冠されており、この連作の発端となった第一作とその後の展開を踏まえている。テレビ放映を前提に制作された単発ドラマが視聴者の要望により連作化したという経緯と、劇場公開用映画を主に制作していたスタジオで35ｍｍフィルムで撮影され、中には劇場公開されたものもあるという理由から、この連作のジャンルやフォーマット面での位置づけは一義的ではありえないとも言えよう。

## ロケ地
この連作では、レンフィルムがあるレニングラード（現サンクトペテルブルク）やラトビア、エストニアなどが19世紀末英国及びヨーロッパを再現するロケ地として選ばれているが、『シャーロック・ホームズとワトソン博士の冒険』ではロケ地としてレニングラードとその郊外以外に、グルジアのアブハジアにある滝が選ばれている。

## 主なキャスト
- ワシーリー・リヴァーノフ（ホームズ）
- ヴィターリー・ソローミン（ワトソン）
- リナ・ゼリョーナヤ（ハドソン夫人）
- ボリスラフ・ブロンドゥコフ（レストレード警部）
- ボリス・クリューエフ（マイクロフト・ホームズ）
- ヴィクトル・エフグラフォフ（モリアーティー教授）